# Fa niente
Fa niente è il primo album in studio del cantautore italiano Giorgio Poi, pubblicato da Bomba Dischi e Universal Music il 10 febbraio 2017.
Il 6 ottobre 2017 viene pubblicata una ristampa in vinile dell'album, contenente anche i due singoli Semmai e Il tuo vestito bianco.

## Tracce
1. L'abbronzatura – 3:57
2. Niente di strano – 3:34
3. Tubature – 5:13
4. Paracadute – 5:53
5. Patatrac – 1:21
6. Acqua minerale – 3:48
7. Le foto non me le fai mai – 3:00
8. Doppio nodo – 4:34
9. Fa niente – 1:16

Durata totale: 32:36